# Roy Huggins
Roy Huggins (* 18. Juli 1914 in Litelle, Kalifornien; † 3. April 2002 in Santa Monica, Kalifornien) war ein US-amerikanischer Schriftsteller, der als Produzent und Autor, für einige der erfolgreichsten Fernsehserien der 1960er und 1970er Jahre, wie Maverick, Auf der Flucht und Detektiv Rockford – Anruf genügt verantwortlich war.

## Leben und Karriere
Huggins studierte Politikwissenschaften an der Universität von Kalifornien in Los Angeles. Er war zunächst verheiratet mit Bonnie Porter und später mit der Schauspielerin Adele Mara.
Im Jahre 1948 erwarb Columbia die Filmrechte an Huggins erstem Roman, The Double Take, den Huggins selbst adaptierte und der unter dem Titel I love Trouble ins Kino kam. Von da an arbeitete Huggins als Studio-Autor für Columbia und RKO. 1952 führte er Regie bei einem Film nach eigenem Drehbuch, Goldraub in Texas, mit Randolph Scott und Donna Reed. Für den Western Mit der Waffe in der Hand (Gun Fury) von 1953, schrieb Huggins zusammen mit Irving Wallace das Drehbuch. Donna Reed spielte an der Seite von Rock Hudson die Hauptrolle.
1955 wurde er von Warner Brothers als Fernseh-Produzent angestellt. In den folgenden Jahren schuf er die Kult-Fernsehserien Maverick, 77 Sunset Strip und Auf der Flucht mit David Janssen als Dr. Richard Kimble, die alle bei ABC liefen.
Von 1963 an bis in die 1980er Jahre war Huggins Vize-Präsident der Fernsehabteilung von Universal. In diesen Jahren schuf er zusammen mit Stephen J. Cannell für den Hauptdarsteller aus Maverick, James Garner, die Figur des Jim Rockford für die Serie Detektiv Rockford – Anruf genügt und er stand als schöpferische Kraft hinter weiteren Serien wie Alias Smith und Jones und Die Leute von der Shiloh Ranch.
Über die kommerzielle Kunst des Fernsehens sagte Huggins, dass sie für ein Massenpublikum und um des Profits willen gemacht sei, dass sie aber von Zeit zu Zeit in der Lage sei, Wahrheit und Schönheit zu erreichen und das umso öfter je mehr Freiheit zur Verfügung stünde.
1939 war Huggins für ein Jahr Mitglied der Kommunistischen Partei und wurde also solcher 1952 von dem Komitee für unamerikanische Umtriebe befragt. Er benannte 19 ehemalige Genossen, aber nur solche, die dem Komitee schon bekannt waren.

## Filmografie (Auswahl)
- 1949: Spielfieber (The Lady Gambles)
- 1952: Goldraub in Texas (Hangman’s Knot)